# 경제로 (시흥시)
경제로(Gyeongje-ro)는 경기도 시흥시 정왕동에 있는 도로로, 총 연장은 3.543 km이다. 도로의 명칭이 유래된 것은 공단이 연상되는 단어를 표어 형태로 부여하였기 때문이다.

## 역사
- 2009년 11월 24일 : 도로명으로 경제로를 고시

## 주요 경유지
- 시흥시
  - 정왕동

## 교차하는 도로
- 서해안로
- 협력로
- 옥구천서로
- 옥구천동로
- 희망공원로
- 군자천로
- 마유로
- 경기과기대로
- 정왕천로

## 주요 건물 및 시설
- 코미팜 (경제로 17/정왕동 1236-6)
- 경인양행 (경제로 27/정왕동 1237-6)
- 에이알시스템 (경제로 32/정왕동 1351)
- 티에스씨 (경제로 37/정왕동 1237-5)
- 동인TEXCHEM (경제로 38/정왕동 1351-1)
- 신명H.A (경제로 45/정왕동 1237-4)
- 중외제약 (경제로 56/정왕동 1354)
- 한미정밀화학 (경제로 57/정왕동 1248-10)
- 시화제약사업협동화단 (경제로 59/정왕동 1248-8)
- 도일인텍 (경제로 64/정왕동 1354-1)
- 은성산업사 (경제로 68/정왕동 1354-2)
- 동서금속 (경제로 70/정왕동 1354-3)
- 유동특수강 (경제로 72/정왕동 1354-4)
- 유승 (경제로 73/정왕동 1248-7)
- 대은산업 (경제로 87/정왕동 1249-8)
- 크린피아 (경제로 90/정왕동 1357-2)
- 관우공영 (경제로 96/정왕동 1357-4)
- 우성테크 (경제로 102/정왕동 1357-5)
- SK시흥2공단주유소 (경제로 117/정왕동 1359-9)
- 동성계량증명업소 (경제로 121/정왕동 1359-8)
- 부광자동차정비 (경제로 125/정왕동 1359-7)
- 현대자동차 시화서비스센타 (경제로 137/정왕동 1359-6)
- 시화.안산화물터미널 (경제로 143/정왕동 1359-5)
- 시화스크랩 (경제로 172/정왕동 1704-1)
- 우석 (경제로 177/정왕동 1361-12)
- 태광에스피 (경제로 181/정왕동 1361-11)
- 새서울기아 (경제로 186/정왕동 1704-2)
- 썬실크 (경제로 189/정왕동 1361-9)
- 태양고주파벤딩 (경제로 201/정왕동 1362-11)
- 삼원종합기계 (경제로 205/정왕동 1362-10)
- 미준테크 (경제로 209/정왕동 1362-9)
- 한신공업 (경제로 230/정왕동 1371)
- 부광비씨티 (경제로 235/정왕동 1370-14)
- 종합철강 (경제로 239/정왕동 1370-13)
- 케이엘에스 (경제로 240/정왕동 1371-2)
- 일성수중펌프 (경제로 244/정왕동 1371-3)
- 영신공업사 (경제로 245/정왕동 1370-12)
- 우수기공 (경제로 249/정왕동 1370-11)
- 지에스테크 (경제로 250/정왕동 1371-5)
- 니즈원 (경제로 251/정왕동 1370-18)
- 태광종합기계 (경제로 261/정왕동 1374-14)
- 성도밸브 (경제로 267/정왕동 1374-13)
- 삼미금속공업 (경제로 270/정왕동 1374-1)
- 삼주 (경제로 271/정왕동 1375-18)
- 랜드마크 인터내셔날 (경제로 274/정왕동 1374-2)
- 한국중전기 (경제로 275/정왕동 1375-11)
- 알룩스 (경제로 278/정왕동 1374-3)
- 삼성레이저 (경제로 281/정왕동 1375-10)
- 다진테크 (경제로 296/정왕동 1379)
- 송당 (경제로 297/정왕동 1378-14)
- 코리아프로트 (경제로 300/정왕동 1379-1)
- 대원정밀 (경제로 303/정왕동 1378-13)
- 대일정공 (경제로 306/정왕동 1379-3)
- 전일기계제작소 (경제로 307/정왕동 1378-12)
- 신한테크놀로지 (경제로 308/정왕동 1379-4)
- 코리아샤프트 (경제로 312/정왕동 1379-5)
- 현성기업 (경제로 313/정왕동 1378-11)
- 현일공업 (경제로 319/정왕동 1378-10)
- 장하기계 (경제로 325/정왕동 1383-14)
- 영재철강 (경제로 328/정왕동 1382-1)
- 동경강업 (경제로 333/정왕동 1383-12)
- 동형상사 (경제로 334/정왕동 1382-3)
- 형진정밀 (경제로 338/정왕동 1382-4)
- 성보기전 (경제로 342/정왕동 1382-5)
- 함감속기제작소 (경제로 343/정왕동 1383-10)
- 을지특수정밀 (경제로 349/정왕동 1383-9)